# Borgáta
Borgáta es un pueblo ubicado en el distrito de Celldömölk, en el condado de Vas, Hungría.

## Superficie
Posee una superficie de 6,210 kilómetros cuadrados.

## Demografía
Hasta 2019 la población era de 172 habitantes, con una densidad de población de 27,70 habitantes por kilómetro cuadrado.